# HIP 13044
HIP 13044 är en ensam stjärna belägen i södra delen av stjärnbilden Ugnen. Den har en skenbar magnitud av ca 9,94 och kräver ett teleskop för att kunna observeras. Baserat på uppmätt parallax enligt Gaia Data Release 2 på ca 1,37 mas beräknas den befinna sig på ett avstånd av ca 2 400 ljusår (ca  730 parsec) från solen. Den rör sig bort från solen med en heliocentrisk radialhastighet av ca 300 km/s. Stjärnan är en del av Helmiströmmen, en före detta dvärggalax som gick samman med Vintergatan för mellan sex och nio miljarder år sedan. Som ett resultat cirkulerar HIP 13044 i en excentrisk galaktisk bana, med ett avstånd från det galaktiska centrumet som sträcker sig från 7 till 16 kiloparsec. Banan ligger inte i det galaktiska planet och kan nå avstånd så höga som 13 kpc ovanför det. Stjärnan uppskattas vara minst nio miljarder år gammal.

## Observation
Ett forskarteam vid Max Planck Institute for Astronomy observerade först HIP 13044 med hjälp av fibermatad optisk spektrograf (FEROS) vid European Southern Observatorys La Silla-observatorium i Chile. Den första uppföljningen ledde till insamlingen av 36 mätningar av radiella hastigheter som gjordes mellan september 2009 och juli 2010.
Teamet använde också fotometrisk data som hade samlats in passivt av och släppts offentligt i arkivet för SuperWASP-samarbetet, som hade observerat regionen där stjärnan befann sig. I dessa data visade sig HIP 13044 oscillera när signalen blockerades ungefär var sextonde dag. Analys av SuperWASP- och FEROS-data ledde till den förmodade upptäckten av exoplaneten HIP 13044 b, även om detta påstående senare vederlades.  

## Egenskaper
HIP 13044 är en gul till vit jättestjärna av spektralklass F2 och är en ganska utvecklad stjärna som har kärnfusion av helium i dess kärna och därför redan har passerat den röda jättefasen av dess utveckling. Den ligger nära den blåa änden av den röda horisontella grenen som gränsar till instabilitetsremsan. Den har en massa av ca 0,8 solmassa, en radie av ca 6,7 solradier och har en effektiv temperatur av ca 6&nbs000 K. Med en rotationsperiod på 5–6 dygn är HIP 13044 en snabbt roterande stjärna för dess typ, som möjligen beror på att den har dragit in planeter under dess fas som röd jätte.

## Obekräftat planetsystem
År 2010 tillkännagavs att en jätteplanet i en 16,2-dygns omloppsbana hade upptäckts genom mätningarna av radiella hastigheter. Detta skulle ha haft konsekvenser för planetbildningen i metallfattiga system och överlevnaden för planeter som uppslukas av expanderade jättestjärnor. Efterföljande analys av data avslöjade dock problem med detekteringen, då till exempel felaktig barycentrisk korrigering hade tillämpats (samma fel hade också lett till påståenden om planeter runt HIP 11952 som senare motbevisades). Efter att ha tillämpat korrigeringarna finns det inga bevis för att en exoplanet kretsar kring stjärnan.